# Guy Raynaud de Lage
Guy Raynaud de Lage (* 5. Dezember 1905; † 27. Dezember 1993 in Royat) war ein französischer Romanist und Mediävist.

## Leben und Werk
Guy Raynaud de Lage absolvierte die École normale supérieure und wurde zunächst Gymnasiallehrer. 1947 habilitierte er sich in Paris mit der Arbeit Alain de Lille, poète du XIIe siècle (Montréal/Paris 1951) und wurde in Clermont-Ferrand Professor für französische Sprache und Literatur des Mittelalters. 1975 wurde er emeritiert.

Guy Raynaud de Lage war Mitbegründer (1937) und Generalsekretär (1937–1948) der Gewerkschaft SGEN (Syndicat général de l’éducation nationale).

## Werke (Auswahl)
- (Hrsg. mit Robert Bossuat) Les Évangiles des domées, Paris 1955
- Introduction à l'ancien français, Paris 1958, 11. Auflage 1981; hrsg. von Geneviève Hasenohr 1990, 1993
- Manuel pratique d'ancien français, Paris 1964, 1983
- (mit Robert Bossuat und Louis Pichard) Le Moyen Age, in: Dictionnaire des lettres françaises, hrsg. von Mgr Georges Grente u. a., Paris 1964 (767 Seiten); Ed. entièrement revue et mise à jour sous la dir. de Geneviève Hasenohr et Michel Zink, Paris 1992, 1994 (61+1506 Seiten)
- (Hrsg.) Le roman de Thèbes, 2 Bde., Paris 1966-1968,  1991, 2000
- (Hrsg.) Douin de Lavesne, Trubert. Fabliau du XIIIe siècle, Genf/Paris 1974, Genf 2003
- (Hrsg.) Gautier d'Arras, Éracle, Paris 1976
- (Hrsg.) Choix de fabliaux, Paris 1986
- (Hrsg. mit Herman Braet) Tristran et Iseut. Poème du XIIe siècle, Paris/Löwen 1989, 1999